# Albumy numer jeden w roku 1984 (Japonia)
Notowanie Weekly LP Chart (jap. 週間LPランキング Shūkan LP Chāto) przedstawia najlepiej sprzedające się LP w Japonii. Publikowane było przez magazyn Oricon Style, a dane skompletowane zostały przez Oricon w oparciu o cotygodniowe wyniki sprzedaży fizycznej LP. Poniżej znajdują się tabele prezentujące najpopularniejsze płyty w danych tygodniach w roku 1984.

## Oricon Weekly Album Chart
| Data            | Album                                            | Wykonawca              | Źródło |
| --------------- | ------------------------------------------------ | ---------------------- | ------ |
| 2 stycznia      | wstrzymanie publikacji                           | wstrzymanie publikacji | [ 1 ]  |
| 9 stycznia      | BEST AKINA Memoires (jap. BEST AKINA メモワール) | Akina Nakamori         | [ 1 ]  |
| 16 stycznia     | BEST AKINA Memoires (jap. BEST AKINA メモワール) | Akina Nakamori         | [ 1 ]  |
| 23 stycznia     | BEST AKINA Memoires (jap. BEST AKINA メモワール) | Akina Nakamori         | [ 1 ]  |
| 30 stycznia     | BEST AKINA Memoires (jap. BEST AKINA メモワール) | Akina Nakamori         | [ 1 ]  |
| 6 lutego        | Timely!!                                         | Anri                   | [ 1 ]  |
| 13 lutego       | Timely!!                                         | Anri                   | [ 1 ]  |
| 20 lutego       | Timely!!                                         | Anri                   | [ 1 ]  |
| 27 lutego       | Kokinshū (jap. 古今集)                           | Hiroko Yakushimaru     | [ 1 ]  |
| 5 marca         | Kokinshū (jap. 古今集)                           | Hiroko Yakushimaru     | [ 1 ]  |
| 12 marca        | Thriller (jap. スリラー)                         | Michael Jackson        | [ 1 ]  |
| 19 marca        | Thriller (jap. スリラー)                         | Michael Jackson        | [ 1 ]  |
| 26 marca        | Touch Me, Seiko                                  | Seiko Matsuda          | [ 1 ]  |
| 2 kwietnia      | EACH TIME                                        | Eiichi Ōtaki           | [ 1 ]  |
| 9 kwietnia      | EACH TIME                                        | Eiichi Ōtaki           | [ 1 ]  |
| 16 kwietnia     | EACH TIME                                        | Eiichi Ōtaki           | [ 1 ]  |
| 23 kwietnia     | Thriller                                         | Michael Jackson        | [ 1 ]  |
| 30 kwietnia     | Thriller                                         | Michael Jackson        | [ 1 ]  |
| 7 maja          | VARIETY                                          | Mariya Takeuchi        | [ 1 ]  |
| 14 maja         | ANNIVERSARY                                      | Akina Nakamori         | [ 1 ]  |
| 21 maja         | ANNIVERSARY                                      | Akina Nakamori         | [ 1 ]  |
| 28 maja         | ANNIVERSARY                                      | Akina Nakamori         | [ 1 ]  |
| 4 czerwca       | VISITORS                                         | Motoharu Sano          | [ 1 ]  |
| 11 czerwca      | VISITORS                                         | Motoharu Sano          | [ 1 ]  |
| 18 czerwca      | Tinker Bell                                      | Seiko Matsuda          | [ 1 ]  |
| 25 czerwca      | Tinker Bell                                      | Seiko Matsuda          | [ 1 ]  |
| 2 lipca         | The Best Year of My Life                         | Off Course             | [ 1 ]  |
| 9 lipca         | The Best Year of My Life                         | Off Course             | [ 1 ]  |
| 16 lipca        | Ninkimono de ikō (jap. 人気者で行こう)           | Southern All Stars     | [ 2 ]  |
| 23 lipca        | Ninkimono de ikō (jap. 人気者で行こう)           | Southern All Stars     | [ 2 ]  |
| 30 lipca        | Zettai Checkers!! (jap. 絶対チェッカーズ!!)      | The Checkers           | [ 2 ]  |
| 6 sierpnia      | Zettai Checkers!! (jap. 絶対チェッカーズ!!)      | The Checkers           | [ 2 ]  |
| 13 sierpnia     | Zettai Checkers!! (jap. 絶対チェッカーズ!!)      | The Checkers           | [ 2 ]  |
| 20 sierpnia     | Ninkimono de ikō                                 | Southern All Stars     | [ 2 ]  |
| 27 sierpnia     | Ninkimono de ikō                                 | Southern All Stars     | [ 2 ]  |
| 3 września      | Ninkimono de ikō                                 | Southern All Stars     | [ 2 ]  |
| 10 września     | Footloose (jap. フットルース)                    | ścieżka dźwiękowa      | [ 2 ]  |
| 17 września     | Ninkimono de ikō                                 | Southern All Stars     | [ 2 ]  |
| 24 września     | OCEAN SIDE                                       | Momoko Kikuchi         | [ 2 ]  |
| 1 października  | Triad                                            | Mariko Takahashi       | [ 2 ]  |
| 8 października  | Triad                                            | Mariko Takahashi       | [ 2 ]  |
| 15 października | LA VIE EN ROSE                                   | Kōji Kikkawa           | [ 2 ]  |
| 22 października | POSSIBILITY                                      | Akina Nakamori         | [ 2 ]  |
| 29 października | POSSIBILITY                                      | Akina Nakamori         | [ 2 ]  |
| 5 listopada     | Hajimemashite (jap. はじめまして)                | Miyuki Nakajima        | [ 2 ]  |
| 12 listopada    | Seiko・Town                                      | Seiko Matsuda          | [ 2 ]  |
| 9 listopada     | Seiko・Town                                      | Seiko Matsuda          | [ 2 ]  |
| 26 listopada    | Seiko・Town                                      | Seiko Matsuda          | [ 2 ]  |
| 3 grudnia       | Make It Big (jap. メイク・イット・ビッグ)        | Wham!                  | [ 2 ]  |
| 10 grudnia      | NO SIDE                                          | Yumi Matsutōya         | [ 2 ]  |
| 17 grudnia      | Motto! Checkers (jap. もっと!チェッカーズ)       | The Checkers           | [ 2 ]  |
| 24 grudnia      | Windy Shadow                                     | Seiko Matsuda          | [ 2 ]  |
| 31 grudnia      | 9.5 Carat (jap. 9.5カラット)                     | Yōsui Inoue            | [ 2 ]  |